# 60 sekund (film, 2000)
60 Sekund (anglicky Gone in Sixty Seconds) je americký akční film z roku 2000. V hlavní roli Nicolas Cage, Angelina Jolie, Giovanni Ribisi, Christopher Eccleston, Robert Duvall, Vinnie Jones a Will Patton. Film režíroval Dominic Sena a napsal Scott Rosenberg. Film produkoval Jerry Bruckheimer (Skála, Armageddon). Jde o remake stejnojmenného snímku z roku 1974.

## Děj
Randall "Memphis" Raines (Nicolas Cage) býval považován za nejlepšího zloděje automobilů. Nelegální činnosti zanechal na radu matky, aby jeho mladší bratr Kip nešel v jeho stopách. To se nezdaří, Kip se zaplete s britským gaunerem Raymondem Calitrim, když zkazí krádež luxusních aut připravených k prodeji. Randall za něj musí nasadit život a ukrást se starou partou do stanoveného termínu pro Calitriho přesně 50 drahých vozů. K ruce je mu i bývalá přítelkyně Sara (Angelina Jolie). Policisté se snaží stáhnout síť kolem Rainesovy party, ale zůstávají dlouho mimo. 
Na konci filmu zachrání Memphis život detektivovi Castlebeckovi, kterého chce Calitri zastřelit. Detektiv mu na oplátku zaručí svobodu.
Kip jako projev díků sežene legálně svému staršímu bratrovi jeho oblíbený automobil Shelby 1967 GT500.

## Herecké obsazení
- Nicolas Cage - Randall "Memphis" Raines
- Giovanni Ribisi - Kip Raines
- Angelina Jolie - Sara "Sway" Wayland
- TJ Cross - Mirror Man
- William Lee Scott - Toby
- Scott Caan - Tumbler
- James Duval - Freb
- Will Patton - Atley Jackson
- Delroy Lindo - detektiv Roland Castlebeck
- Timothy Olyphant - detektiv Drycoff
- Chi McBride - Donny Astricky
- Robert Duvall - Otto Halliwell
- Christopher Eccleston - Raymond Calitri
- Vinnie Jones - The Sphinx
- Grace Zabriskie - Helen Raines
- Master P. - Johnny B

## Seznam 50 aut ukradených v "60 Sekund"
1. 1999 Aston Martin DB7 - Mary
2. 1962 Aston Martin DB1 - Barbara
3. 1999 Bentley Arnage - Lindsey
4. 1999 Bentley Azure - Laura
5. 1964 Bentley Continental - Alma
6. 1973 Cadillac El Dorado - Madeline
7. 1958 Cadillac El Dorado Brougham - Patricia
8. 1999 Cadillac Escalade - Carol
9. 2000 Cadillac El Dorado ETC (El Dorado Touring Coupe) - Daniela
10. 1957 Chevrolet Bel Air Convertible - Stefanie
11. 1969 Chevrolet Camaro Z28 - Erin
12. 1953 Chevrolet Corvette - Pamela
13. 1967 Chevrolet Corvette Stingray Big Block - Stacey
14. 2000 Ford F350 4x4 modified pick-up - Anne
15. 1971 De Tomaso Pantera - Kate
16. 1969 Dodge Daytona - Vanessa
17. 1998 Dodge Viper Coupe GTS - Denise
18. 1995 Ferrari F355 B - Diane
19. 1997 Ferrari 355 F1 - Iris
20. 1967 Ferrari 275 GTB4 - Nadine
21. 1999 Ferrari 550 Maranello - Angelina
22. 1987 Ferrari Testarossa - Rose
23. 1967 Ford Mustang Shelby GT 500 - Eleanor
24. 1956 Ford T-Bird - Susan
25. 2000 GMC Yukon - Megan
26. 1999 Humvee 2-Door Pickup - Tracy
27. 1999 Infiniti Q45 - Rachel
28. 1994 Jaguar XJ220 - Bernadene
29. 1999 Jaguar XJR Coupe - Deborah
30. 1990 Lamborghini LM002 - Gina
31. 1999 Lexus LS - Hillary
32. 1999 Lincoln Navigator - Kimberley
33. 1957 Mercedes Benz 300 SL/Gullwing - Dorothy
34. 1999 Mercedes Benz CL 500 - Donna
35. 1999 Mercedes Benz S 600 - Samantha
36. 1998 Mercedes Benz SL 600 - Ellen
37. 1950 Mercury Custom - Gabriela
38. 1971 Plymouth Hemi Cuda - Shannon
39. 1969 Plymouth Road Runner - Jessica
40. 1965 Pontiac GTO - Sharon
41. 1999 Porsche 996 - Tina
42. 2000 Porsche Boxster - Marsha
43. 1961 Porsche Speedster - Natalie
44. 1988 Porsche 959 - Virginia
45. 1997 Porsche 911 Twin Turbo - Tanya
46. 2000 Rolls-Royce Stretch Limousine - Grace
47. 1966 Shelby AC Cobra - Ashley
48. 2000 Toyota Land Cruiser - Cathy
49. 1998 Toyota Supra Turbo - Lynn
50. 2000 Volvo Turbo Wagon R - Lisa